# Torneo de Delray Beach
El Torneo de Delray Beach (oficialmente denominado Delray Beach Open) es un torneo  anual de tenis masculino perteneciente al calendario ATP. Se juega sobre pista dura al aire libre en la ciudad de Delray Beach (Florida), en el recinto Delray Beach Tennis Center, con capacidad para 8200 espectadores.
El torneo comenzó a disputarse en el año 1993 sobre canchas de tierra batida en la ciudad de Coral Springs y se mudó a su actual emplazamiento y superficie en 1999. Hasta el momento el mayor número de conquistas en el torneo es de 2, conseguidas por Jan-Michael Gambill y Xavier Malisse, finalista hasta en 5 ediciones del torneo.
Actualmente forma parte del circuito ATP World Tour 250 y de la gira de torneos norteamericanos de preparación previa a los ATP Tour Masters 1000 de Indian Wells y Miami, jugándose en el mes de febrero.

## Palmarés

### Individual masculino
| Año  | Campeón               | Subcampeón             | Resultado           |
| ---- | --------------------- | ---------------------- | ------------------- |
| 1999 | Lleyton Hewitt        | Xavier Malisse         | 6-4, 6-7(2), 6-1    |
| 2000 | Stefan Koubek         | Álex Calatrava         | 6-1, 4-6, 6-4       |
| 2001 | Jan-Michael Gambill   | Xavier Malisse         | 7-5, 6-4            |
| 2002 | Davide Sanguinetti    | Andy Roddick           | 6-4, 4-6, 6-4       |
| 2003 | Jan-Michael Gambill   | Mardy Fish             | 6-0, 7-6(5)         |
| 2004 | Ricardo Mello         | Vincent Spadea         | 7-6(2), 6-3         |
| 2005 | Xavier Malisse        | Jiří Novák             | 7-6(6), 6-2         |
| 2006 | Tommy Haas            | Xavier Malisse         | 6-3, 3-6, 7-6(5)    |
| 2007 | Xavier Malisse        | James Blake            | 5-7, 6-4, 6-4       |
| 2008 | Kei Nishikori         | James Blake            | 3-6, 6-1, 6-4       |
| 2009 | Mardy Fish            | Evgeny Korolev         | 7-5, 6-3            |
| 2010 | Ernests Gulbis        | Ivo Karlović           | 6-2, 6-3            |
| 2011 | Juan Martín del Potro | Janko Tipsarević       | 6-4, 6-4            |
| 2012 | Kevin Anderson        | Marinko Matosevic      | 6-4, 7-6(2)         |
| 2013 | Ernests Gulbis        | Édouard Roger-Vasselin | 7-6(3), 6-3         |
| 2014 | Marin Čilić           | Kevin Anderson         | 7-6(6), 6-7(7), 6-4 |
| 2015 | Ivo Karlović          | Donald Young           | 6-3, 6-3            |
| 2016 | Sam Querrey           | Rajeev Ram             | 6-4, 7-6(6)         |
| 2017 | Jack Sock             | Milos Raonic           | ret.                |
| 2018 | Frances Tiafoe        | Peter Gojowczyk        | 6-1, 6-4            |
| 2019 | Radu Albot            | Daniel Evans           | 3-6, 6-3, 7-6(7)    |
| 2020 | Reilly Opelka         | Yoshihito Nishioka     | 7-5, 6-7(4), 6-2    |
| 2021 | Hubert Hurkacz        | Sebastian Korda        | 6-3, 6-3            |
| 2022 | Cameron Norrie        | Reilly Opelka          | 7-6(1), 7-6(4)      |
| 2023 | Taylor Fritz          | Miomir Kecmanović      | 6-0, 5-7, 6-2       |
| 2024 | Taylor Fritz          | Tommy Paul             | 6-2, 6-3            |
| 2025 | Miomir Kecmanović     | Alejandro Davidovich   | 3-6, 6-1, 7-5       |

### Dobles masculino
| Año  | Campeones                           | Subcampeones                              | Resultado              |
| ---- | ----------------------------------- | ----------------------------------------- | ---------------------- |
| 1999 | Max Mirnyi Nenad Zimonjić           | Doug Flach Brian MacPhie                  | 7-6(3), 3-6, 6-3       |
| 2000 | Brian MacPhie Nenad Zimonjić        | Joshua Eagle Andrew Florent               | 7-5, 6-4               |
| 2001 | Jan-Michael Gambill Andy Roddick    | Thomas Shimada Myles Wakefield            | 6-3, 6-4               |
| 2002 | Martin Damm Cyril Suk               | David Adams Ben Ellwood                   | 6-4, 6-7(5), [10-5]    |
| 2003 | Leander Paes Nenad Zimonjić         | Raemon Sluiter Martin Verkerk             | 7-5, 3-6, 7-5          |
| 2004 | Leander Paes Radek Štěpánek         | Gastón Etlis Martín Rodríguez             | 6-0, 6-3               |
| 2005 | Simon Aspelin Todd Perry            | Jordan Kerr Jim Thomas                    | 6-3, 6-3               |
| 2006 | Mark Knowles Daniel Nestor          | Chris Haggard Wesley Moodie               | 6-2, 6-3               |
| 2007 | Xavier Malisse Hugo Armando         | James Auckland Stephen Huss               | 6-3, 6-7(4), [10-5]    |
| 2008 | Max Mirnyi Jamie Murray             | Bob Bryan Mike Bryan                      | 6-4, 3-6, [10-6]       |
| 2009 | Bob Bryan Mike Bryan                | Marcelo Melo André Sá                     | 6-4, 6-4               |
| 2010 | Bob Bryan Mike Bryan                | Philipp Marx Igor Zelenay                 | 6-3, 7-6(3)            |
| 2011 | Scott Lipsky Rajeev Ram             | Christopher Kas Alexander Peya            | 4–6, 6–4, [10-3]       |
| 2012 | Colin Fleming Ross Hutchins         | Michal Mertinak Andre Sa                  | 2-6, 7-6(5), [15-13]   |
| 2013 | James Blake Jack Sock               | Horia Tecau Max Mirnyi                    | 6-4, 6-4               |
| 2014 | Bob Bryan Mike Bryan                | František Čermák Mijaíl Yelguin           | 6-2, 6-3               |
| 2015 | Bob Bryan Mike Bryan                | Raven Klaasen Leander Paes                | 6-3, 3-6, [10-6]       |
| 2016 | Oliver Marach Fabrice Martin        | Bob Bryan Mike Bryan                      | 3-6, 7-6(7), [13-11]   |
| 2017 | Raven Klaasen Rajeev Ram            | Treat Huey Max Mirnyi                     | 7-5, 7-5               |
| 2018 | Jack Sock Jackson Withrow           | Nicholas Monroe John-Patrick Smith        | 4-6, 6-4, [10-8]       |
| 2019 | Bob Bryan Mike Bryan                | Ken Skupski Neal Skupski                  | 7-6(5), 6-4            |
| 2020 | Bob Bryan Mike Bryan                | Luke Bambridge Ben McLachlan              | 3-6, 7-5, [10-5]       |
| 2021 | Ariel Behar Gonzalo Escobar         | Christian Harrison Ryan Harrison          | 6-7(5), 7-6(4), [10-4] |
| 2022 | Marcelo Arévalo Jean-Julien Rojer   | Aleksandr Nedovyesov Aisam-ul-Haq Qureshi | 6-2, 6-7(5), [10-4]    |
| 2023 | Marcelo Arévalo Jean-Julien Rojer   | Rinky Hijikata Reese Stalder              | 6-3, 6-4               |
| 2024 | Julian Cash Robert Galloway         | Santiago González Neal Skupski            | 5-7, 7-5, [10-2]       |
| 2025 | Miomir Kecmanović Brandon Nakashima | Christian Harrison Evan King              | 7-6(3), 1-6, [10-3]    |

## Otros torneos de tenis en Delray Beach
Desde la aparición de la Era Abierta, Delray Beach fue además sede de otros 3 torneos de tenis masculino válidos por el circuito profesional. Los dos primeros correspondieron al circuito de la WCT y se jugaron sobre cancha lenta. El tercero fue la primera edición de lo que actualmente es el Masters de Miami, en 1985.
| Año  | Campeón         | Subcampeón     | Resultado          |
| ---- | --------------- | -------------- | ------------------ |
| 1981 | Guillermo Vilas | Pavel Slozil   | 6-1, 6-4, 6-0      |
| 1982 | Ivan Lendl      | Peter McNamara | 6-4, 4-6, 6-4, 7-5 |